# Iglesia de San Juan Bautista (Ocaña)
La iglesia parroquial de San Juan Bautista es un templo católico ubicado en la localidad española de Ocaña, en la provincia de Toledo, de evocaciones góticas y mudéjares.

## Historia
Sus orígenes se remontan a una sinagoga judía, siendo su terreno y parte de la edificación utilizados para levantar una iglesia cristiana que se dedicó a San Juan Bautista, cuya talla en piedra fue emplazada en la parte superior de la puerta principal del templo en 1634 y demolida durante la guerra civil española.
De la originaria iglesia mudéjar de mediados del siglo XIII, aún hoy se mantienen sus arcos de herradura, que a cada lado dividen las tres naves, así como una pequeña estancia a la que se entra a través de la capilla de la Concepción o de los Chacones. Las tres naves primitivas están cubiertas por cinco bóvedas ojivales y a los pies se agregó una capilla dedicada a Santa Ana, posteriormente de las Ánimas. Las columnas de caliza (hoy en día pintadas con un desatino total), reemplazaron después de la restauración en el siglo XV a los originales pilares de ladrillo que formaron los arcos que dividen las naves y por donde aún corre la original imposta. Sobre las bóvedas de la nave lateral, aún pueden advertirse aunque tapiadas las cinco ventanas originales que daban luz a la nave central y antes de construirse la cubierta actual, encubiertos por las bóvedas góticas y la techumbre del templo, se hacen evidentes los "canecillos" pintados al temple en diferentes colores: algama, rojo, amarillo, negro y dorado, configurando ilustraciones y caracteres cúficos propios del arte mudéjar.
El arqueólogo Basilio Pavón Maldonado dice de ella, que posee sobrados componentes arquitectónicos y decorativos como para asignarla al arte mudéjar toledano de la segunda mitad del siglo XIII, pudiendo enumerarse junto con la iglesia de San Lucas, iglesia de Santa Eulalia e iglesia de San Román de Toledo, entre las más remotas iglesias mudéjares toledanas.

## Características
Sus naves laterales son construidas en el siglo XIV, tallándose sus columnas a fines del siglo XV. De principios del siglo XVI es la construcción de la capilla mayor, así como de la segunda mitad del mismo, son los austeros casetones de yeso que preservan y decoran el gótico arco triunfal; y del siglo XVI las bóvedas de arista que preservan los trechos de la nave lateral izquierda, divididos entre sí por arcos de medio punto, todo ello pintado hoy por un manto de blanqueo. Como resultado de repetidas reformas fueron añadiéndose a la iglesia capillas ojivales, tales como la de Nuestra Señora de los Dolores y la de Santa Ana, así como la de los Bujanda o de 
Santo Tomás Cantuariense, ambas en el lateral derecho del templo. A la izquierda de la nave se ubican la de Nuestra Señora Virgen de los Remedios (Patrona de Ocaña) y la de la Purísima Concepción o de los Chacones con el magnífico y devastado sepulcro del matrimonio de Gonzalo Chacón.